# Дан Ашкенази
Дан Ашкенази (XIII век, предп. Священная Римская империя — предп. XIII век или предп. XIV век, предп. Испания) — германский талмудист и экзегет, переселившийся в Испанию и получивший там прозвище «Ашкенази» (немец).

## Биография
В Германии был учителем Мордехая бен-Гиллель.
В конце XIII века Дан переселился в Испанию, где его прозвали «Ашкенази» (немец); вращался среди крупных раввинских авторитетов.
Снабдил рекомендательным письмом лжепророка Авраама Авилу, что вызвало сильное недовольство Соломона Адрета («Респонсы Рашбы», № 548). Также респонсы Адрета (№ 1229—33) свидетельствуют о большой учёности Дана.
Отношения между Даном и Адретом обострились, когда Дан в Сарагосе высказался в пользу употребления в пищу мяса скота, зарезанного христианами, так как Талмуд имеет в виду язычников, резавших животных для жертвоприношения идолам, что к христианам не применимо.
Сохранившиеся рукописно отрывки экзегетических заметок Дана, равно и те, которые помещены в сочинениях Бахьи бен-Ашер и в сборнике «Hadrat Zekenim» (Ливорно, 1840), свидетельствуют, что Дан занимался библейским толкованием; так, например, слово др.-евр. מלאך‬ (ангел) в Исх. 23:20, Дан переводит «посол» и относит его к Иисусу Навину. В сборнике респонсов «Besamim Rosch» стоит указание, будто Дан написал свои тефиллин («охранные амулеты») на арамейском языке (№ 24).